# Königliche Kapelle Kopenhagen
Die Königliche Kapelle Kopenhagen, dänisch Det Kongelige Kapel (englisch The Royal Danish Orchestra) ist ein führendes Sinfonieorchester. Es ist das älteste Orchester der Welt und mit 120 Musikern das größte dänische Orchester.
Das seit 1448 bestehende Orchester hat seinen Sitz in Kopenhagen. Es spielt Oper und Konzerte sowohl in einem der modernsten Opernhäusern der Welt, der Königlichen Oper (dänisch Operaen) auf der Insel Holmen von Kopenhagen als auch im Alten Opernhaus, welches in dieser Form nach dem Beispiel der Opéra Garnier in Paris 1874 eröffnet wurde. Beide Häuser sind die  dänische Nationaloper. Institutionell ist das Orchester Teil des Königlichen Theaters.

## Geschichte
Das älteste Orchester der Welt wurde von König Christian I. zunächst als Trompeterkorps gegründet. Christian IV. engagierte den berühmten Lautenisten und Komponisten John Dowland (Mitglied Nr. 140) für seine Hofmusik und er komponierte wichtige Werke für den Hof. Dieser König schickte auch seine Chorsänger zur Ausbildung bei Giovanni Gabrieli nach Venedig. 1634 erhielt er – wegen der Heirat mit der sächsischen Prinzessin Magdalena Sibylla – Heinrich Schütz (Nr. 259) als Kapellmeister und Hofkomponisten als „Leihgabe“ vom sächsischen König Johann Georg I. Nach Schütz’ eigenen Worten komponierte er „einige seiner besten Stücke“ für den König von Dänemark.
1665 kann als Wendepunkt der höfischen Musik betrachtet werden, als Friedrich III. den französischen Geiger Pascal Bansse (Nr. 308) engagierte, um die Kapelle zu modernisieren. Das erste selbständige Opernhaus in Sophie Amalienborg brannte gleich bei der Eröffnung 1689 ab, und der neue König Friedrich IV. entschloss sich 1699, in Bredgade von seinem Festungsbaumeister Dominicus Pelli ein neues Haus bauen zu lassen. Dies ging um 1700 mit der erheblichen Vergrößerung des Orchesters einher. Der Dresdner Hofkapellmeister Johann Gottlieb Naumann (Nr. 432) kam 1786 nach Kopenhagen. Er pflegte nicht nur die vorherrschende französische Musik, sondern setzte neben seiner eigenen italienische Musik auf den Spielplan und förderte als erster konsequent dänische Musiker in der „Kapelle von Lands-Kindern“. Er erweiterte das Orchester auf die damals ungewöhnliche Größe von 45 Musikern und gründete den Opernchor als festes Ensemble. Um 1790 wurde eine eigene Orchesterschule gegründet, die zum Vorbild für viele andere Orchester in Europa wurde. Johann Abraham Peter Schulz (Nr. 455) kam 1787 als Dirigent und Hofkomponist nach Kopenhagen. In den acht Jahren seiner Tätigkeit wuchs Kopenhagen endgültig zur führenden Musikstadt Europas. In Schulz’ Zeit fiel der verheerende Brand von Schloss Christiansborg 1794, bei dem ein großer Teil der Musikbibliothek und zahlreiche Instrumente den Flammen zum Opfer fielen. Schulz und der Klarinettist Joseph Rauch (Nr. 418) retteten, was sie konnten. Das Schloss fiel 1828 und 1884 nochmals Bränden zum Opfer.
Die Oper Holger Danske von Friedrich Ludwig Æmilius Kunzen (Nr. 473) löste eine (verbale) Revolution gegen die deutsche Vorherrschaft aus. Unabhängig davon stellte die Allgemeine musikalische Zeitung 1815 über die Königliche Kapelle fest, dass es „eines der besten Orchester Europas ist“. Der erste Leiter der Königlichen Kapelle, der nicht mehr mit dem Violinbogen, sondern mit dem Taktstock dirigierte, war Claus Schall (Nr. 422). Er kämpfte für die Selbstständigkeit des Orchesters. Komponisten wie Christoph Willibald Gluck und Franz Xaver Neruda zog es nach Kopenhagen. Mozarts Witwe schrieb: „Mozarts Werke werden, was das Orchester betrifft, nirgends besser aufgeführt als in dieser Hauptstadt“. Holger Simon Pauli (Nr. 551) brachte die ersten Wagner-Opern nach Kopenhagen: 1870 Lohengrin, 1872 Die Meistersinger von Nürnberg und 1875 Tannhäuser. Egisto Tango, vorher an der Scala und der MET tätig, brachte das Orchester seit seinem Amtsantritt 1931 in das Zentrum des Musikgeschehens zurück.
Viele große Musiker ihrer Zeit zog es nach Kopenhagen. Carl Maria von Weber ließ hier seine Freischütz-Ouverture uraufführen, da er die Qualität der Königlichen Kapelle Kopenhagen der Berliner Hofkapelle vorzog. Komponisten wie Niels Wilhelm Gade und Carl Nielsen (war 16 Jahre Mitglied) entstammen, wie auch der Komponist der berühmten Romanze Johan Svendsen, diesem Orchester. Jean Sibelius dirigierte das Orchester ebenso wie Arnold Schönberg und Igor Strawinsky. Seit 1788 pflegt das Orchester seine eigene Sinfoniekonzert-Serie.
Die Mitglieder des Orchesters führen seit 1842 den Titel „Königlicher Kapellmusicus“. Alle Orchestermitglieder und Dirigenten sind damit auch Angestellte des Königshofes. Eine Liste aller Musiker reicht bis in das Gründungsjahr 1448 zurück. Über 1.060 Musiker sind inzwischen in diese Liste eingetragen worden. König Frederik IX. hat das Orchester selbst dirigiert und Königin Margrethe II. ist heute oft zu Gast bei diesem Orchester, welches seinen besonderen Klang der Fortführung einer großen Tradition verdankt und auch einem einmaligen Fundus von wertvollsten alten italienischen Streichinstrumenten, die heute das Klangfundament des Orchesters bilden. Darunter befinden sich zwei Stradivaris: die „Yoldi Moldenhauer“ (1714) und die „Red Cross Knight“ (1691).

## Tourneen
Das Orchester feierte Erfolge auf Tourneen in Australien, den Baltischen Republiken, Deutschland, England, Finnland, Frankreich, Italien, Japan, Niederlande, Norwegen, Österreich, und den USA.

## Dirigenten
- Heinrich Schütz
- Johann Gottlieb Naumann
- Johann Abraham Peter Schulz
- Friedrich Ludwig Æmilius Kunzen
- Claus Schall
- Niels Gade
- Holger Simon Paulli
- Johan Svendsen (1883–1908)
- Frederik Rung
- Carl Nielsen
- Georg Høeberg (1914–1930) und Johan Hye-Knudsen
- Egisto Tango (1931–1946)
- John Frandsen (1946–1980)
- Poul Jørgensen (1980–1993)
- Paavo Berglund (1993–1998)
- Woldemar Nelsson (1998–2000)
- Michael Schønwandt (2000–2011)
- Michael Boder (2012–2016 )[1]
- Alexander Vedernikov (2018–2020)[2]

## Ballettkapellmeister
- Emil Reesen
- Arne Hammelboe

## Wichtige Gastdirigenten
- Carl Maria von Weber
- Jean Sibelius
- Richard Strauss
- Leopold Stokowski
- Arnold Schönberg
- Bruno Walter
- Hans Knappertsbusch
- Wilhelm Furtwängler
- Pierre Monteux
- Carl Schuricht
- Igor Strawinski
- Otto Klemperer
- Erich Kleiber
- Fritz Busch
- Charles Münch
- Karl Böhm
- John Barbirolli
- Herbert von Karajan
- Sergiu Celibidache, erhielt für seine langjährige Arbeit mit dem Orchester, welche auch Tourneen einschloss, eine hohe dänische Auszeichnung
- Igor Markevitch
- Georg Solti
- Rafael Kubelík
- Ferenc Fricsay
- Leonard Bernstein, setzte sich besonders für Carl Nielsen ein und nahm dessen 3. Sinfonie mit der Königlichen Kapelle auf Schallplatte auf
- Pierre Boulez
- Charles Mackerras
- Kurt Masur
- Christoph von Dohnányi
- André Previn
- Giuseppe Patané
- Daniel Barenboim
- Claudio Abbado
- Marek Janowski
- Hartmut Haenchen
- Leif Segerstam
- Michael Tilson Thomas
- Simon Rattle
- Bertrand de Billy
- Andris Nelsons
- Paolo Carignani

## Ehrenmitglieder der Königlichen Kapelle
- Edwin Fischer
- A.W. Nielsen
- Sven Wilhelm Hansen
- Igor Markevitch
- Sergiu Celibidache
- Hanne Wilhelm Hansen
- Henning Rohde
- Peter Augustinus
- Danny Kaye
- Victor Borge
- Leif Juul Jørgensen

## CD/DVD (Auswahl)
- Die Königliche Kapelle von 1907–1954. Aufnahmen mit Egisto Tango, König Frederik IX, Nikolaj Malko, Pierino Gamba, Edwin Fischer, Georg Höberg, John Frandsen, Otto Klemperer. Dacapo
- Otto Klemperer dirigiert Ludwig van Beethoven: Sinfonie Nr. 3, Leonore-Ouverture Nr. 3, Wolfgang Amadeus Mozart: Sinfonie Nr. 29, Johannes Brahms: Sinfonie Nr. 4, Testament
- Giuseppe Verdi: Rigoletto mit Nicola Gedda
- Johan Ludvig Heiber: Nei – Vaudeville
- Leonard Bernstein dirigiert Carl Nielsens Sinfonie Nr. 3
- Paavo Berglund dirigiert: Die Sinfonien von Carl Nielsen, RCA
- George Richter dirigiert Bedřich Smetana: Mein Vaterland, Tuxedo
- Michael Schønwandt dirigiert Christoph Ernst Friedrich Weyse: Sinfonien 1–3
- Michael Schønwandt dirigiert Richard Wagner: Der Ring des Nibelungen
- Hartmut Haenchen dirigiert Anton Bruckner: Sinfonie Nr. 8, Genuin

## Varia
Viele Musiker der Königlichen Kapelle kümmern sich um die Ausbildung des musikalischen Nachwuchses und gestalten zahlreiche musikalische Aktivitäten für Kinder.
Aus den Reihen der Königlichen Kapelle sind wesentliche kammermusikalische Ensembles hervorgegangen: 1892 das Vikkelsöe-Streichquintett, 1909 gründete sich das Blechbläser-Quartett „Ramsøe“, seit 1903 das Bläser-Quintett, 1924 gründete sich das Thorvald Nielsen Quartett. 1935 das Carlo Andersen Quartett, 1943 das Kammer-Quintett, 1945 das Koppel-Quartett, 1950 das Dänische Quartett, 1956 das Königliche Bläser Quintett, 1957 das Kopenhagen Streichquartett, 1973 das Dania Quartett, 1974 auf historischen Instrumenten  die „Violon-Bande“, 1977 formierte sich die Royal Danish Brass, 1979 das Kopenhagen Kammertrio, 2008 das Arild Quartett und 2014 die Königlich dänische Schlagzeugruppe. Mette Hanskov, Kontrabassistin der Königlichen Kapelle, gründete ein Publikumsorchester mit Mitgliedern von 12–99 Jahren.